# Phoenix
Phoenix (výslovnost  [ˈfiːˌnɪks]IPA) je hlavní město státu Arizona na jihozápadě Spojených států amerických. Jedná se zároveň i o největší město Arizony a sídlo okresu Maricopa County. Město bylo založeno 25. února 1881 a v jazycích indiánů bylo nazvané „horoucí místo“ – Hoozdo (dle kmene Navajo) a Fiinigis (dle kmene Apačů). Žije zde přibližně 1,61 milionu obyvatel, podle sčítání z roku 2020 je Phoenix pátým největším městem USA. Rozkládá se na 1230,5 km². Metropolitní oblast Phoenixu je s více než pěti miliony obyvatel 10. největší v USA.

## Demografie
Phoenix a jeho metropolitní oblast jsou jedněmi z nejrychleji rostoucích ve Spojených státech. Podle odhadu z roku 2006 zde žilo 1 512 986 obyvatel, podle sčítání lidu z roku 2010 zde žilo 1 445 632 obyvatel a sčítání lidu z roku 2020 zaznamenalo 1 608 139 obyvatel. Podle odhadu z roku 2023 žilo ve městě 1 650 070 obyvatel. Metropolitní oblast měla v roce 2006 podle odhadu 4 039 182 obyvatel, v roce 2012 okolo 4,2 milionu a odhad z roku 2022 poprvé překročil hranici pěti milionů obyvatel.

### Rasové složení
- 65,9 % bílí Američané
- 6,5 % Afroameričané
- 2,2 % američtí indiáni
- 3,2 % asijští Američané
- 0,2 % pacifičtí ostrované
- 18,5 % jiná rasa
- 3,6 % dvě nebo více ras

Obyvatelé hispánského nebo latinskoamerického původu, bez ohledu na rasu, tvořili 40,8 % populace.

## Historie

### Indiánské osídlení
Již okolo roku 700 se v místě dnešního Phoenixu nacházela sídla indiánů kmene Hohokam. Indiáni zde v průběhu vybudovali přes 200 kilometrů zavlažovacích kanálů, díky kterým se stala úrodnou. Část trasy těchto kanálů byla v moderní době použita při budování Arizona Canalu, Central Arizona Project Canalu a the Hayden-Rhodesova akvaduktu.
Předpokládá se, že někdy mezi lety 1300 až 1450 vedla dlouhá období sucha, střídaná rozsáhlými záplavami k zániku civilizace Hohokamů.

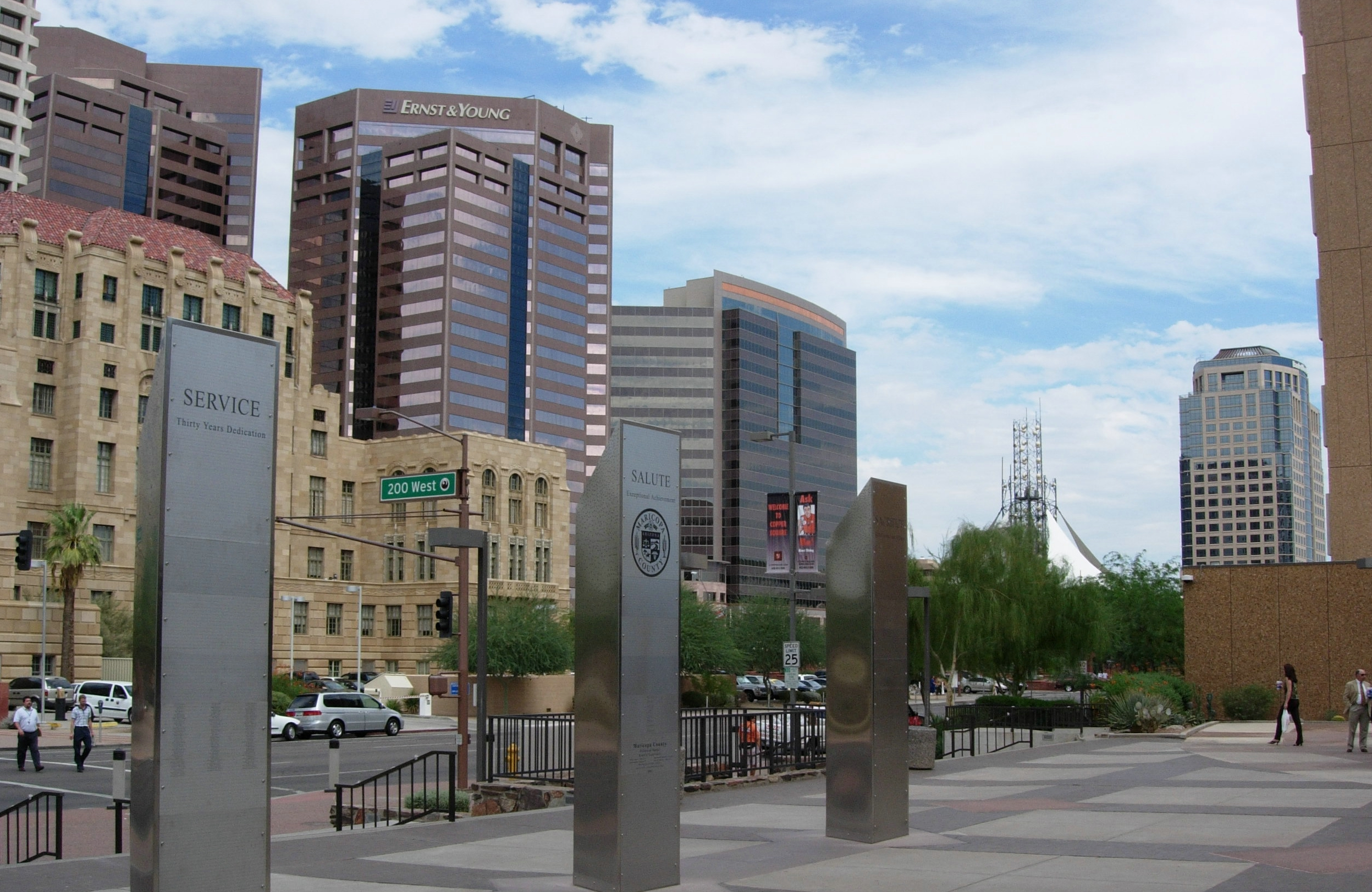
Ulice v centru Phoenixu

### 20. století
K největšímu rozvoji města dochází v období od poloviny druhé světové války do současnosti. Zatímco v roce 1930 měl Phoenix 48 118 obyvatel, v roce 1950 zde žilo 106 818 lidí a podle sčítání z roku 1960 již více než čtyřnásobek − 439 170 obyvatel. Velký vliv na přírůstek obyvatel mělo také vytvoření letecké základy Luke Air Force Base v průběhu druhé světové války, která je v současnosti domovem největšího stíhacího křídla USAF a především vytvoření mnoha pracovních příležitostí při příchodu firem jako Honeywell (letectví), Intel (elektronika), Phelps Dodge Corporation (těžba minerálů).
Na přelomu 20. a 21. století dochází také k masivnímu rozvoji okolních měst aglomerace a přírůstku populace hlavně v severní a západní části.

## Podnebí
Podnebí ve Phoenixu je aridního suchého typu – Phoenix má nejvyšší průměrnou maximální roční teplotu ze všech velkých měst v USA a jednu z největších průměrných letních teplot − překonávají ho pouze některá města v Perském zálivu. Teplota překračuje 38 °C v průměru více než 89 dní v roce, přičemž často dosahuje a přesahuje 45 °C. Nejvyšší teplota 50 °C byla naměřena 15. července 1990.
Suchý pouštní vzduch činí tyto vysoké teploty snesitelnějšími, avšak od poloviny července začíná monzunová sezóna, která trvá obvykle do půlky září a zvyšuje vlhkost vzduchu na nepříliš přijatelnou úroveň. Zima bývá mírná, teploty obvykle neklesají pod bod mrazu.

## Administrativní členění

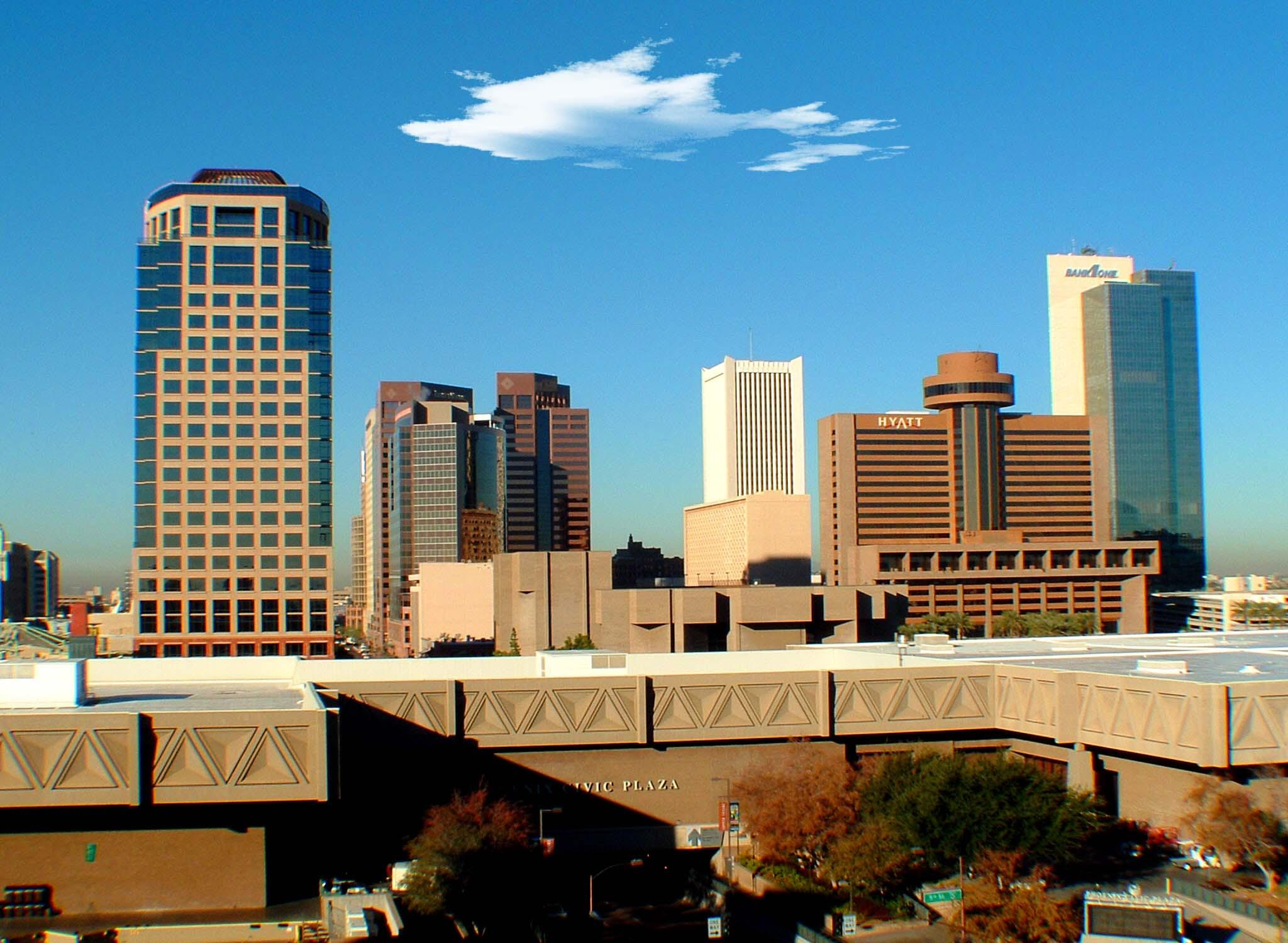
Downtown Phoenix

Phoenix se v současné době skládá z 15 městských částí − jsou to: Ahwatukee Foothills, Alhambra, Camelback East, Central City, Deer Valley, Desert View, Encanto, Estrella, Laveen, Maryvale, North Gateway, Sunnyslope, North Mountain, Paradise Valley, South Mountain. V roce 2004 přibyla další řídce osídlená část, která je známá pod prozatímním názvem New Village (Nová ves).
Neoficiálně, v běžné komunikaci je Phoenix dělen na tyto oblasti:
- Downtown
- West Phoenix
- North/Northwest Phoenix
- Southwest Phoenix
- South Phoenix
- Ahwatukee
- East Side (East Valley)

## Doprava

### Letecká
Leteckou dopravní obslužnost zajišťuje především mezinárodní letiště Sky Harbor International Airport (kód IATA: PHX, ICAO: KPHX) ve východní části středu města, poblíž křižovatky hlavních dálnic. Sky Harbor je z hlediska osobní přepravy sedmým nejrušnějším letištěm v USA a 14. nejrušnějším na světě. V roce 2005 počet odbavených pasažérů přesáhl 41 miliónů. Z letiště odlétají pravidelné linky do více než 100 světových měst. Letečtí přepravci jako British Airways či Air Canada poskytují spojení s mezinárodními letišti v Londýně, Kanadě nebo Mexiku.
Soukromá a menší firemní letadla využívají menších regionálních letišť, jako je Phoenix Deer Valley Airport (IATA: DVT, ICAO: KDVT), které se nachází na severu města v městské části Deer Valley.

### Veřejná doprava
Městskou dopravu ve Phoenixu zajišťuje společnost Valley Metro, která provozuje síť autobusových linek a dále koordinuje sdílení soukromých vozidel, tzv. rideshare. V provozu jsou rychlodrážní tramvaje Valley Metro Rail, která byly uvedena do provozu v prosinci roku 2008. Do té doby byl Phoenix největším městem v USA bez městské kolejové dopravy, tzn. bez metra nebo tramvají.
Poté, co vlaková společnost Amtrak zrušila stanici ve městě, stal se Phoenix také jediným velkoměstem v USA bez osobní meziměstské železniční přepravy. Nicméně v centru Phoenixu se na 24. ulici nachází zastávka dálkových autobusů společnosti Greyhound.

### Silnice a dálnice
Městem prochází mezistátní dálnice (interstate) I-10, která vede z Los Angeles, prochází centrem Phoenixu a pokračuje odtud dál jihovýchodně do Tucsonu. Středem města prochází také I-17, která spojuje Phoenix s Flagstaffem na severu. I-17, přestože je označena jako mezistátní (interstate), se nachází celá na území Arizony.
Phoenixem dále prochází severovýchodním směrem státní silnice 60 (US 60). Pro příměstskou i tranzitní dopravu mají velký význam dálniční obchvaty, nazývané smyčky − Loop 101 (Agua Fria Freeway/Pima Freeway/Price Freeway), Loop 202 (Red Mountain/Santan Freeway) a Loop 303 (Estrella Freeway).
Mezi další příměstské silnice patří 51 (Piestewa Freeway), 143 (the Hohokam Expressway), 153 (the Sky Harbor Expressway).

## Sport
- Phoenix Suns (NBA)
- Arizona Diamondbacks (MLB)
- Arizona Cardinals (NFL, sídlí v Glendale).

Tým Phoenix Suns za svou historii dokázal dvakrát vyhrát play-off své konference (1976 a 1993), následně ale prohráli finále celé NBA: v roce 1976 4:2 na zápasy s Boston Celtics a v roce 1993 4:2 s Chicago Bulls.
Tým Arizona Cardinals existuje od roku 1920 a je nejstarší franšízou bez vítězství v Super Bowlu, i když vyhráli dva ligové šampionáty (1925, 1947) před érou Super Bowl, když sídlili v Chicagu.
Tým Arizona Diamondbacks byl založen v roce 1998. Za svou krátkou historii klub dokázal jednou vyhrát Světovou sérii - v roce 2001.

## Osobnosti
- Barry Goldwater (1909–1998), konzervativní politik, senátor za stát Arizona
- Lew Welch (1926–1971), básník, patřící do hnutí Beat generation
- Stevie Nicks (* 1948), zpěvačka a skladatelka
- Chester Bennington (1976–2017), zpěvák skupiny Linkin Park
- Ashley Robertsová (* 1981), tanečnice a zpěvačka v kapele Pussycat Dolls
- Matt Dallas (* 1982), herec
- Melody Thorntonová (* 1984), zpěvačka, textařka, tanečnice a modelka, členka Pussycat Dolls
- Jordin Sparks (* 1989), zpěvačka
- Haley Lu Richardson (* 1995), herečka
- Jackson Robert Scott (* 2008), herec

## Partnerská města
Phoenix, má v současnosti deset partnerských měst. Jsou to:
- Calgary, Kanada
- Katánie, Itálie
- Čcheng-tu, Čína
- Ennis, Irsko
- Grenoble, Francie
- Hermosillo, Mexiko
- Himedži, Japonsko
- Praha, Česko
- Ramat Gan, Izrael
- Tchaj-pej, Tchaj-wan